# 常玉
常玉（1895年10月14日—1966年8月12日），著名法國華人畫家，四川省順慶（現南充市）人，在家排行老六，本名常幼書。畫風中西融合，常被稱為「東方馬諦斯」、「自由中國的莫迪利亚尼」。

## 生平
1895年出生於四川順慶府南充縣的富商家庭，1910年即與趙熙習畫，1917年（謊報年齡為1895年）才得以進入上海美術專科學校就讀，少年時就讀上海美術學校，1919年赴日時在東京展出其書法作品，而獲當地雜誌刊載推薦。在五四運動掀起的熱潮下，由大哥常廷杰全額資助，於1920年轉赴法國留學，與徐悲鴻，林風眠、顏文梁、方幹民等成為中國最早期的留法學生之一，之後留居巴黎。在巴黎落腳後，常玉隨即融入當時極富藝術氣息的生活方式。在大茅舍藝術學院（Académie de la Grande Chaumière）習畫，或在蒙帕納斯（Montparnasse）區的咖啡館流連。至1966年辭世，大致都住在巴黎，僅於1938年短期回國。
1921年與徐悲鴻、張道藩等留法學生組織“天狗會”。1925年作品入選法國秋季沙龍元。常玉於1929年與在大茅屋結識的法籍美術學生哈蒙尼耶小姐結婚，但婚姻只維持了短暫的兩年。同年，常玉認識了當時巴黎最大的收藏家Pierre-Henri Hoché，他的作品開始被法國畫壇注意及收藏，並於多間畫廊展出，多次參與秋季沙龍及獨立沙龍展。
1929年，與劉海粟、顏文樑等人創辦中華留法藝術協會，集合了劉海粟、顏文樑、范年、常玉、楊秀濤、張弦、汪亞塵、汪日章、龐熏琹、司徒喬、陸鼎萱及陳國芳等旅法美術家。
1931年為法文版“陶潛詩集”作插圖。1932年被列入《1910年至1930年當代藝術家生平辭典》第三卷。1933年在阿姆斯特丹舉辦畫展。二次大戰前，1938年因兄喪返國，同年（次年？）返回法國巴黎。1948年由法國赴美，紐約現代美術館替他舉辦個展，居留美國紐約生活兩年。

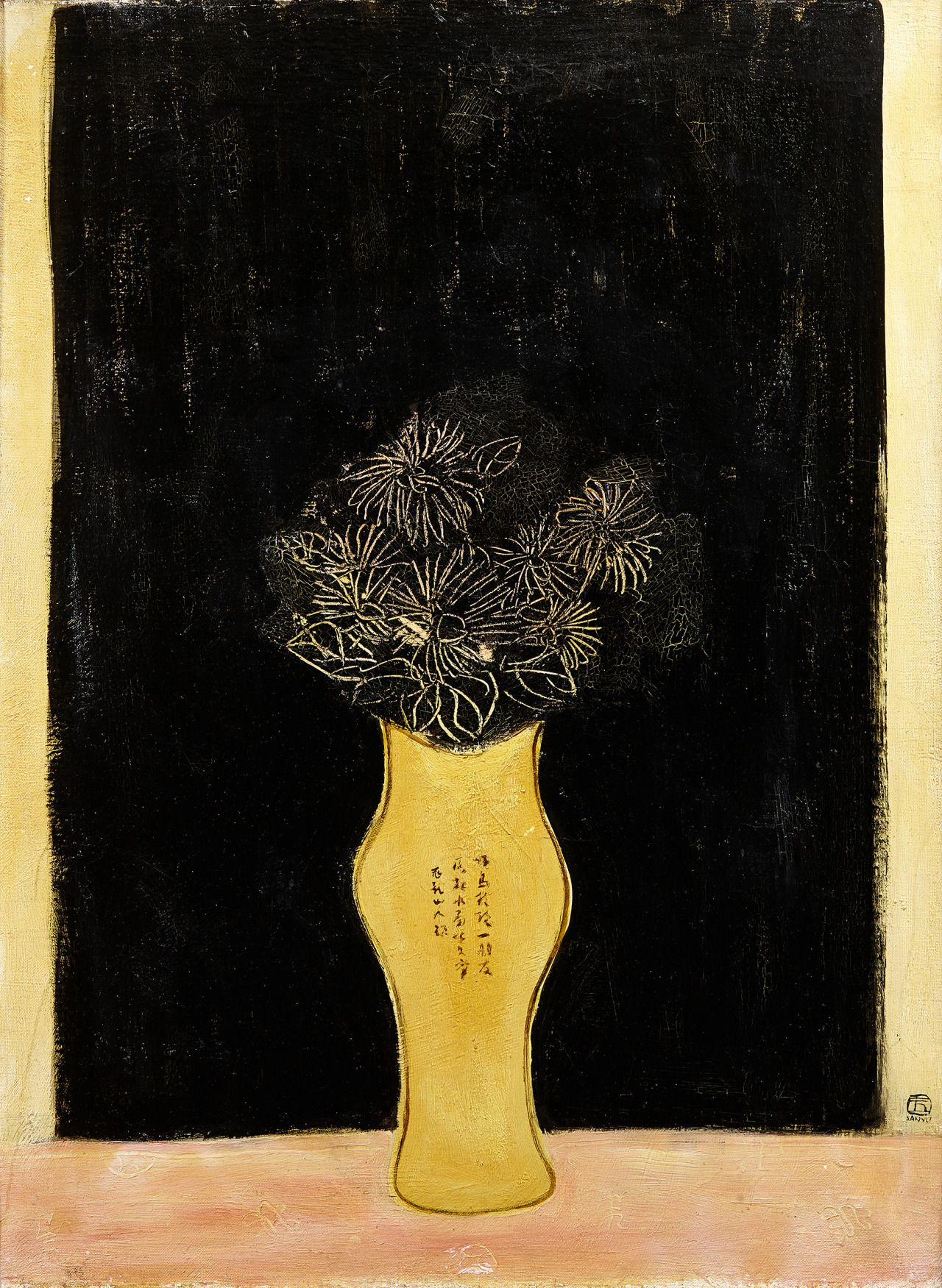
《題字瓶與白菊》 1930年代 常玉 布上油畫 72×53.5cm

二次世界大戰結束後，常玉選擇留在巴黎。深具藝術家個性的他不諳經營自己、和巴黎畫商漸行漸遠，還肆意揮霍家產。從車馬輕裘、醇酒美人的浪蕩子，轉為窮困潦倒的失意畫家。1955年作品參加巴黎獨立沙龍。1963年，和常玉是四川同鄉的教育部長黃季陸造訪巴黎，邀常玉到國立師範大學美術系任教，並到史博館舉行個展。常玉欣然同意，視為人生的新開始。
1965年在巴黎友人家中舉辦個展。根據時任中央日報駐歐特派記者的龔選舞回憶錄，常玉先將40幅（或称42幅）畫作送到台灣，也拿到了中華民國政府所發的中華民國護照，並打算辦完畫展後定居台灣，甚至打算到師範大學任教。常玉準備動身前，突然動念赴埃及一遊。當時埃及已中华民国断交，与中华人民共和国建交。駐巴黎的埃及領事不肯在中華民國護照上蓋上簽證，缺乏政治敏感度的常玉竟趕往中华人民共和国駐法領事館申請護照。他誤以為中華民國護照和中華人民共和國護照可以互換，就把中華民國護照留在中华人民共和国領事館「抵押」。當看完金字塔後，他當然「換」不回那本中華民國護照。因护照问题，來台之行，只得作罷。經此變化，常玉益發消沉潦倒，過著三餐不繼的生活，健康加速的惡化。
1966年8月12日凌晨，他因煤氣中毒意外，去世於巴黎蒙帕納斯（Montparnasse酒店）工作室裡。而這批事先來到台灣的畫作（計42件），則一直存放在某個倉庫角落裡。直到1968年，由教育部移撥給史博館典藏。

## 作品
台北國立歷史博物館曾分別於1978、1984、1990年共舉辦三次他的回顧展，2001年常玉百歲冥誕時，歷史博物館又展出常玉百歲紀念大展，2004年6月吉美國立亞洲藝術博物館舉辦常玉回顧展，展出60餘件作品。足見其作為海外華人藝術家在中國畫壇的重要性。主要收藏機構有：台北國立歷史博物館（52幅，包含被列為中華民國重要古物的《菊》與《四裸女》）、中國美術館等。
1997年，時任首任臺灣蘇富比拍賣官工作的衣淑凡幫常玉好友攝影師羅伯特·弗蘭克（Robert Frank）其所收藏的17幅畫作做拍賣，拍賣所得中的400萬捐給臺灣國立歷史博物館，供作修復常玉晚期的畫作之用。另外，在美國耶魯大學成立了常玉獎學金，至2018年止，此獎學金仍舊存在。這17件常玉早期畫作中，也包含了一幅法蘭克當時最為喜愛的「常玉《母子相依》1940s，油畫 纖維板，72×92.5cm」。
2006年，常玉的油畫作品《花中君子》在香港蘇富比春季拍賣會上以2,812萬港元成交。
2009年，常玉油畫《貓與雀》在春季拍賣會上以4,210萬港元成交。
2011年，常玉油畫《五裸女》在香港羅芙奧春季拍賣會以1.28億港元成交，打破華人畫家油畫拍賣紀錄。
2019年，常玉油畫《曲腿裸女》在香港蘇富比現代藝術晚拍中以1.97億港元成交。在常玉生前最後一個展覽中，他親自挑選《曲腿裸女》作為邀請函的封面。除了《曲腿裸女》外，常玉尺幅最大的裸女油畫《五裸女》重新登上拍賣場，在香港佳士得的晚拍中以3.03億港元（11.6億新台幣）成交，刷新常玉油畫拍賣紀錄。

## 巴黎画派
常玉的作品反映了他对传统与现代，东方和西方艺术传统之间联系的不懈追求，常玉是巴黎画派的活跃人物。在探索常玉与巴黎画派之间的联系之前，我们必须了解巴黎画派的含义以及它的产生背景。在欧洲，第一次世界大战的痛苦记忆导致了广泛的转变在哲学和对生存的态度上：人们迫切希望享受当下的快乐，而不关心未来。在欧洲，1920年代被称为咆哮的20年代（Les Annees Folle）。摆脱了社会法规的束缚，新的奢侈的趋势，生活方式和时尚应运而生;迷你裙变得流行，装饰艺术市场蓬勃发展，对异国东方文化的兴趣增强，尤其是对东方文化的热爱在巴黎人的生活的许多方面都可以看到它;珠宝和手表上镶嵌着东方的玉器和宝石;巴黎人吸引了中国的瓷器和明式家具;所有这些都证明了东西方交流的空前频繁。巴黎蓬勃发展为国际艺术中心，各民族的艺术家纷纷涌向巴黎，沉浸在令人振奋的自由和开放的环境中。巴黎的养育环境帮助艺术家从各自的背景中发现了个人主义的声音，被称为“巴黎画派”。因此，巴黎画派不是指艺术运动或机构，而是描述了各种风格的国际想象。
1920年，常玉在法国由政府赞助的“勤工俭学”计划，常玉在巴黎的魅力下进入巴黎蒙帕纳斯艺术区度过了四十年之久，在1920年代后期，法国学者和收藏家亨利·皮埃尔·罗氏（Henri-Pierre Roche）开始对常玉的绘画产生了浓厚的兴趣，购买了许多艺术家的作品作为他的个人收藏。当时，罗氏是巴黎新兴艺术界的重要人物。1906年，罗氏将25岁的毕加索介绍给犹太人，居住在巴黎的美国斯坦一家人，斯坦一家人随后收集了艺术家的蓝色时期和立体主义时期的重要作品，并在此重要时期成为毕加索的重要赞助人，并因此获得了成功；而罗氏则收藏了主要野兽派的许多作品。他和立体派画家经常说他对常玉的杰出创意天赋表示钦佩。在他的家中，常玉的画与马蒂斯的作品并排悬挂着。

## 紀念
位於臺灣歷史博物館四樓的餐廳，命名為常玉咖啡館。

## 爭議

### 「常玉侄兒」跨海來臺索討百億畫作
1963年，時任教育部長黃季陸曾發函邀請常玉來臺灣參展與教書，常玉同意後，就自巴黎先行寄發42幅畫作來臺，但畫家本人卻因護照問題無法成行來臺，致此畫作則永留臺灣。
1966年8月12日，常玉病逝，其存留於臺灣之畫作卻一直處於無人認領狀態。爾後教育部將此批畫作轉移交國立歷史博物館收藏管理，因近年（1997年至2016年）常玉作品逐漸受廣大收藏家關注與炒作，其畫作價值亦隨之水漲船高（教育部內部參考常玉作品自2011年5月至2016年11月全球國際拍賣會的7筆成交行情價，換算常玉作品的平均市場價為每幅約新臺幣3.03億元）。
2017年8月，常玉位居四川之親姪子常錦茂，跨海來臺委請律師，正式向臺北地院提出返還所有物之民事告訴及主張繼承權。中華民國教育部在法庭上主張，「人在中國[大陆地区]的常錦茂等家屬沒有其繼承權，且常玉過世前2年都未討還畫作，已「默示」拋棄所有權」。又臺北地院認為，「常錦茂是中國[大陆地区]人民，依法最多只能繼承新臺幣200萬元，超過部分歸屬台灣地區同為繼承人，此批畫作每幅平均市場價格已高達3億零300萬元」。因此法院駁回常錦茂之請求，但仍可上訴處置。

## 备注
1. ↑  《臺灣地區與大陸地區人民關係條例》第67條 被繼承人在臺灣地區之遺產，由大陸地區人民依法繼承者，其所得財產總額，每人不得逾新臺幣二百萬元。超過部分，歸屬臺灣地區同為繼承之人；臺灣地區無同為繼承之人者，歸屬臺灣地區後順序之繼承人；臺灣地區無繼承人者，歸屬國庫。

## 外部連結
- 國立歷史博物館 館藏大師 常玉 APP
- 常玉的藝術 - 線上最大常玉檔案館、生平、作品藝廊、文獻、相關出版品 （页面存档备份，存于）
- 常玉的繪畫藝術 - 藝術家這麼說 （页面存档备份，存于）
- 從蒙柏那斯說起 – 常玉在巴黎 (原文刊載於《藝術地圖》2006年4月15日號) （页面存档备份，存于）
- 國立歷史博物館 歷史年表
- 您沒看過的常玉　136件小方寸的璀璨陳芳玲/林亞偉 Artouch 2018-03-05